# Zarzecze n/Prutem
Gmina Zarzecze n/Prutem (gmina Zarzecze nad Prutem) – dawna gmina wiejska funkcjonująca w latach 1941–1944 pod okupacją niemiecką w Polsce. Siedzibą gminy było Zarzecze n/Prutem.
Gmina Zarzecze n/Prutem została utworzona przez władze hitlerowskie z terenów okupowanych przez ZSRR w latach 1939–1941, stanowiących przed wojną (zniesioną) gminę Osławy Białe oraz części (niezniesionych) gmin Jaremcze (Łuh) i Pniów (Łojowa) w powiecie nadwórniańskim w woj. stanisławowskim.
Gmina weszła w skład powiatu stanisławowskiego (Kreishauptmannschaft Stanislau), należącego do dystryktu Galicja w Generalnym Gubernatorstwie. W skład gminy wchodziły miejscowości: Biały Osław, Czarny Osław, Czarny Potok, Łojowa, Łuh i Zarzecze n/Prutem. Łuh i Łojowa stanowiły eksklawy gminy, oddzielone od głównej części obszarem miasta Delatyn.
Po wojnie obszar gminy włączono do ZSRR.